# Велислава Делчева
Велислава Делчева е български юрист, избрана от LI народно събрание за 5-и национален омбудсман на България с мандат 2025 – 2030 година.

## Биография

### Образование
Велислава Динева Делчева е родена на 20 декември 1974 г. в Павликени. Магистър по право (1997 г.) от Юридическия факултет на Софийсики университет „Свети Климент Охридски“.
Има диплома (2003 г.) по управление на проекти от Британския съвет. Изкарала курс (2009 г.) по администриране на правораздаването в T.M.C. Asser Institute, Хага, Нидерландия, както и е преминала обучение (2016 г.) за обучители за практикуващи юристи по въпросите на недискриминацията с акцент върху ромите и пътуващите към Съвет на Европа, Страсбург, Франция.

### Кариера
В периода от 2002 до 2007 г. е експерт по съдебната администрация към инициативата на Американската агенция за международно развитие за укрепване на съдебната власт на България. Между 2007 и 2012 г. е експерт към институт „Отворено общество“. От 2013 до 2017 г. е ръководител на проект „Укрепване на правния и институционалния капацитет на съдебната система в областта на детското правосъдие“ към Министерство на правосъдието.
От 2019 до 2022 г. е консултант към Съвета на Европа. През 2021 г. е консултант по програма за развитие на Организацията на обединените нации – офис във Виетнам.
През 2022 г. е правен експерт в Конституционния съд. Между 2022 и 2025 г. е координатор за България на програмата на Американската агенция за международно развитие за Централна Европа за върховенство на правото.
От февруари 2025 г. до избирането ѝ за омбудсман е ръководител на програмния оператор на Програма „Правосъдие“ на Норвежкия финансов механизъм 2014 – 2021 към Министерството на правосъдието. На 18 юли 2025 година е избрана от парламента за омбудсман с 5-годишен мандат с гласовете на поддържащите правителството на Росен Желязков групи – ГЕРБ – СДС, „ДПС – Ново начало“, „БСП – Обединена левица“ и ИТН.